# Dorog

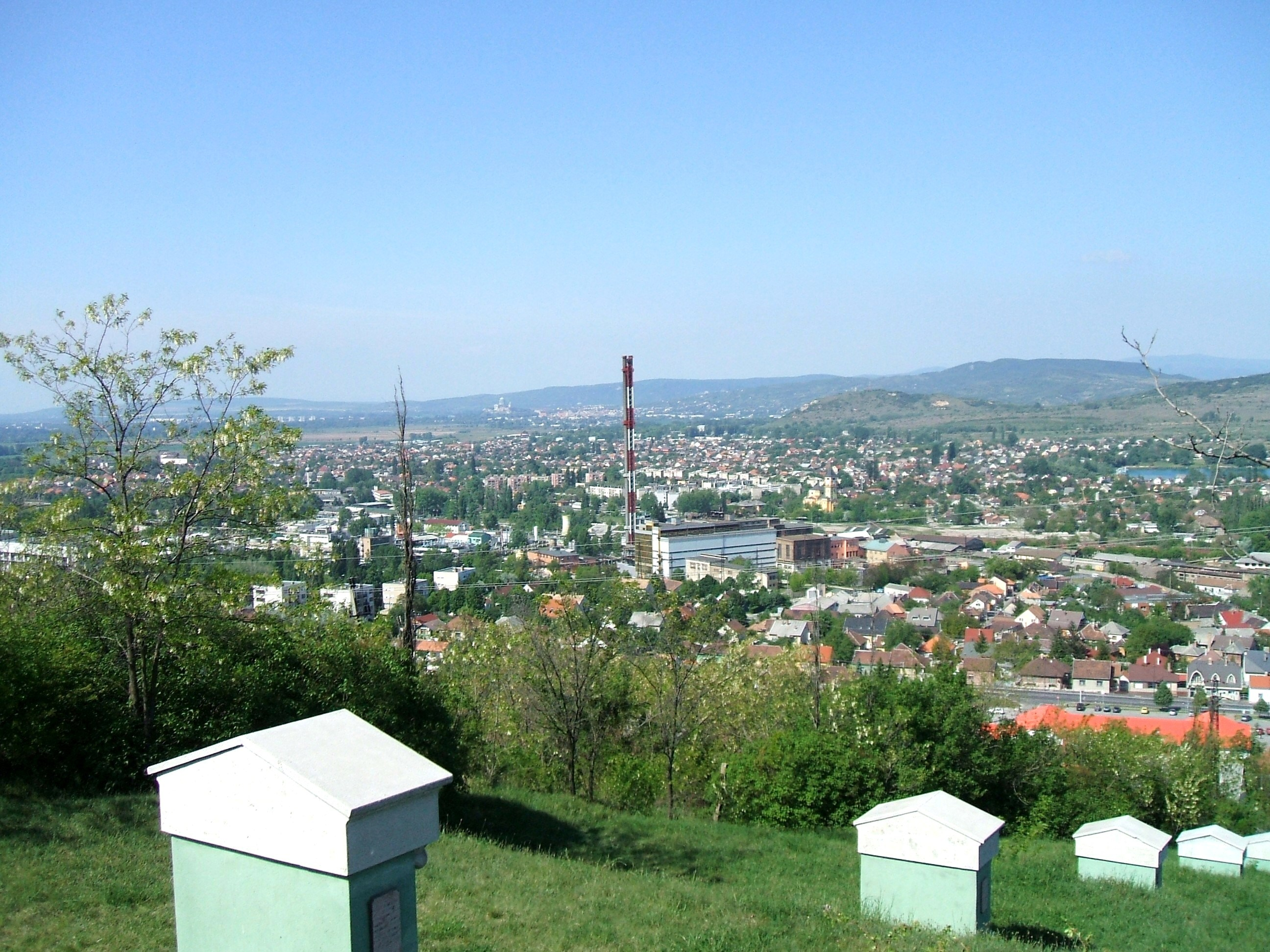
Blick auf Dorog

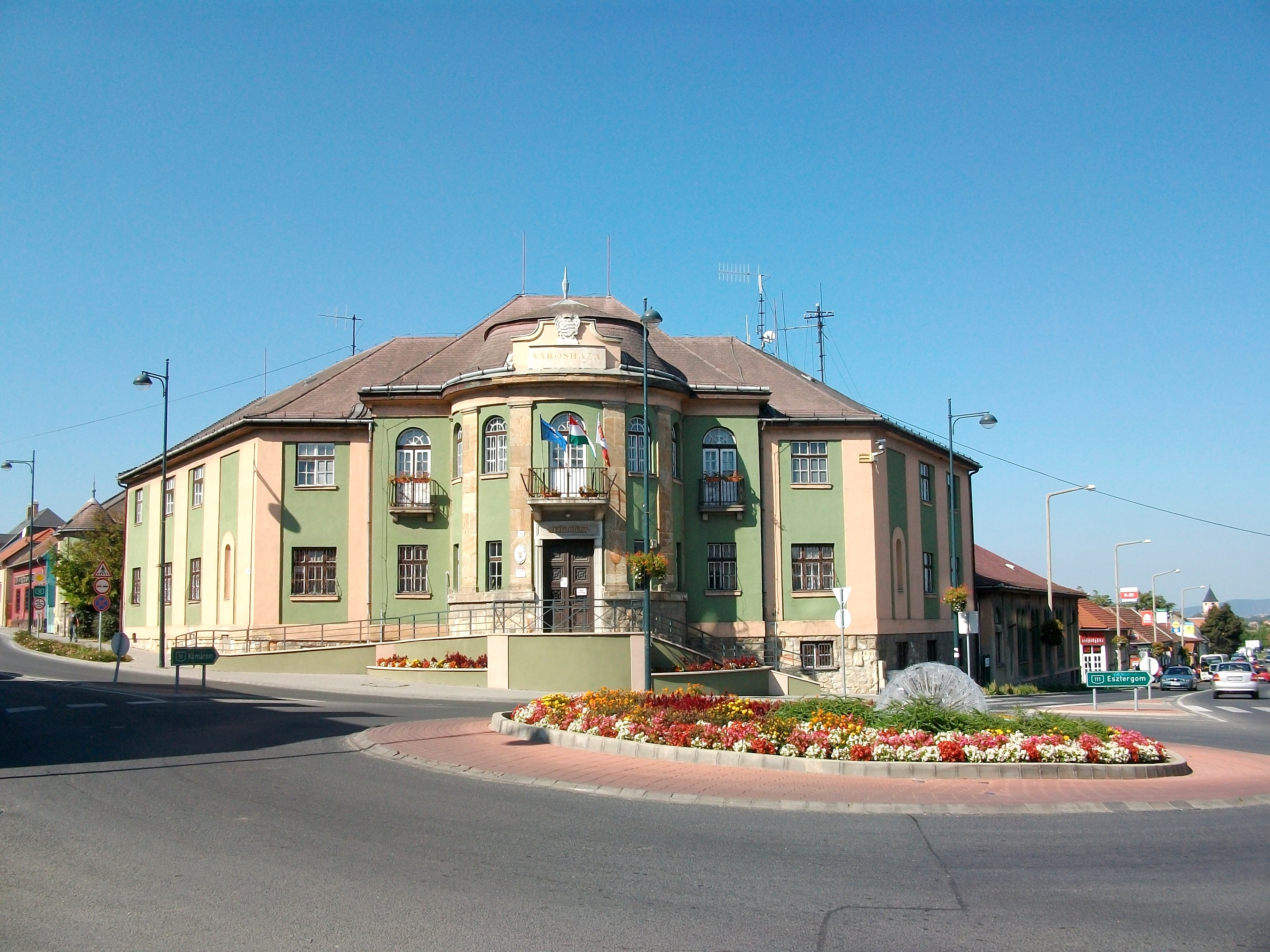
Rathaus (1927)

Dorog ist eine ungarische Stadt im Kreis Esztergom im Komitat Komárom-Esztergom.

## Geografische Lage
Dorog liegt unmittelbar südlich der Kreisstadt Esztergom, 29 Kilometer nordöstlich des Komitatssitzes Tatabánya und 34 Kilometer nordwestlich der Hauptstadt Budapest. Nachbargemeinden sind Kesztölc, Leányvár, Csolnok und Tokodaltáró.

## Geschichte
Schon von der Jungsteinzeit an war das Tal zwischen Pilisgebirge und Gerecse-Gebirge besiedeltes Gebiet. Hier verlief die römische Heeresstraße aus Aquincum (heute Budapest) kommend in die westlichen Provinzen. Bei Ausgrabungen kamen eine römische Villa mit Hypocaustum, Reste einer Wasserleitung, ein Meilenstein und ein Sarkophag und viele andere Funde ans Licht. Nach der Landnahme (honfoglalás) entstand im nahen Esztergom (deutsch Gran) die ungarische Königsresidenz, in Dorog aber lebten die Köche der Königin. Im Mittelalter war die Siedlung Knotenpunkt der die vier Himmelsrichtungen verbindenden Straßen, wo das Esztergomer Domkapitel berechtigt war, Zölle zu erheben. 1181 findet der Name des Ortes als Durug, Drug, Durugd erstmals in Urkunden Erwähnung.
Während der Türkenherrschaft wurde Dorog zerstört, zwischen 1542 und 1649 galt es als unbewohnt. In der Folgezeit trafen in drei Einwanderungswellen deutsche Siedler ein, denen sich später die zurückkehrenden ungarischen Einwohner anschlossen. Die Entwicklung des 20. Jahrhunderts lockte dann Bergleute aus Böhmen, Mähren und der Umgebung von Petrozsény (Ungarn, heute Rumänien) hierher, die alle zur Schaffung der Vielfalt der hiesigen Kultur beitrugen. Um 1700 wurde die Siedlung erneut Verkehrsknotenpunkt. Häufige Gäste der Postkutschenstation waren u. a. der Spracherneuerer Ferenc Kazinczy, der Magnat und Politiker István Széchenyi sowie Baron Miklós Wesselényi. Die Zahl der Häuser und Gassen um die 1767 bis 1775 im Barockstil erbaute katholische Kirche nahm ständig zu.
Der erste schriftliche Vertrag über den Kohleabbau in Dorog wurde 1845 zwischen dem Esztergomer Domkapitel und den Grubendirektoren Ferenc Wasshuber und József János Jülke geschlossen. Von dieser Zeit an arbeiteten an der Weiterentwicklung des Kohlebergbaus in Dorog so namhafte Persönlichkeiten wie der Bergbauingenieur Vilmos Zsigmondy (1821–1888), der Geologe Miksa Hantken (1821–1893) sowie die Bergbauingenieure Heinrich Drasche (1811–1880) und Sándor Schmidt (1882–1953), unter deren sachgemäßer Leitung immer mehr und produktiver ausgebeutete Schächte eröffnet wurden. Um 1900 wurde Dorog zum Zentrum des Kohlebeckens (1911). Mit der Hauptstadt ist die Stadt durch eine Bahnlinie (Budapest-Esztergom Vorortbahn) verbunden; auch der Kohletransport auf Donauschiffen ist möglich. Im Jahr 1913 gab es in der damaligen Kleingemeinde 278 Häuser und 1949 Einwohner auf einer Fläche von 2002 Katastraljochen. Sie gehörte zu dieser Zeit zum Bezirk Esztergom im Komitat Esztergom.
In den ersten Jahrzehnten des 20. Jahrhunderts entstanden eine Bergmannskolonie, ein Arbeiterwohnheim, eine protestantische Bergmannskirche im siebenbürger Stil, zwei neue Schulen, ein Kindergarten, ein modernes Krankenhaus, ein Kasino und Wohnungen für die höheren Bergbeamten, ein Gemeindehaus, das Denkmal für die Gefallenen des Ersten Weltkrieges und die Sportstätte, zum Großteil nach Plänen des Architekten Zoltán Gáthy. In Dorog traten Jenő Buzánszky und Gyula Grosics ihre Laufbahn an, die als Mitglieder der legendären Aranycsapat Olympiasieger wurden.

## Bevölkerung
| Einwohnerentwicklung und Ethnien | Einwohnerentwicklung und Ethnien | Einwohnerentwicklung und Ethnien | Einwohnerentwicklung und Ethnien | Einwohnerentwicklung und Ethnien | Einwohnerentwicklung und Ethnien | Einwohnerentwicklung und Ethnien | Einwohnerentwicklung und Ethnien | Einwohnerentwicklung und Ethnien |
| Jahr                             | Einwohner                        | Magyaren                         | Magyaren                         | Deutsche                         | Deutsche                         | Slowaken                         | Slowaken                         | Andere                           |
| -------------------------------- | -------------------------------- | -------------------------------- | -------------------------------- | -------------------------------- | -------------------------------- | -------------------------------- | -------------------------------- | -------------------------------- |
| 1880                             | 1.163                            | 117                              | 10,1 %                           | 922                              | 79,3 %                           | 81                               | 7,0 %                            | 43                               |
| 1890                             | 1.363                            | 185                              | 13,6 %                           | 1.102                            | 80,6 %                           | 65                               | 4,8 %                            | 11                               |
| 1900                             | 1.966                            | 477                              | 24,3 %                           | 1.369                            | 69,3 %                           | 55                               | 2,8 %                            | 65                               |
| 1910                             | 1.949                            | 699                              | 35,9 %                           | 1.202                            | 61,7 %                           | 40                               | 2,1 %                            | 8                                |
| 1920                             | 3.943                            | 1.889                            | 47,9 %                           | 1.810                            | 45,9 %                           | 165                              | 4,2 %                            | 79                               |
| 1930                             | 5.863                            | 4.768                            | 81,3 %                           | 1.012                            | 17,3 %                           | 43                               |                                  | 40                               |
| 1941                             | 8.182                            | 7.084                            | 86,6 %                           | 1.060                            | 13,0 %                           | 13                               |                                  | 25                               |
| 1949                             | 8.855                            | 8.740                            | 98,7 %                           | 73                               | 0,8 %                            | 26                               |                                  | 16                               |
| 1960                             | 9.994                            | 9.802                            | 98,1 %                           | 146                              | 1,5 %                            | 24                               |                                  | 22                               |
| 1980                             | 11.844                           | 11.807                           | 99,7 %                           | 17                               | 0,1 %                            | 4                                |                                  | 16                               |
| 1990                             | 12.798                           | 12.528                           | 97,9 %                           | 50                               | 0,4 %                            | 23                               |                                  | 197                              |
| 2001                             | 12.609                           | 12.019                           | 95,3 %                           | 524                              | 4,2 %                            | 79                               |                                  | 179                              |

## Städtepartnerschaften
- Wendlingen am Neckar, Deutschland, seit 1998
- Žirany (Zsére), Slowakei, seit 1998
- Marienberg, Deutschland, seit 2009
- Feliceni, Rumänien, seit 2013

## Sehenswürdigkeiten
- Bergbaumuseum (Bányász Emlékház)
- Marien-Grotte (Mária-barlang)
- Reformierte Kirche, erbaut in den 1930er Jahren
- Römisch-katholische Kirche Szent Borbála (Bányásztemplom), erbaut in den 1920er Jahren
- Römisch-katholische Kirche Szent József, erbaut 1767–1775 (Barock)
- Sportmuseum (Sportmúzeum)

## Söhne und Töchter der Stadt
- Magda Nádor (* 1955), Opernsängerin
- Gyöngyi Lovász (* 1959), Fußballspielerin

## Verkehr
Durch Dorog verläuft die Hauptstraße Nr. 10, von der im Stadtgebiet die Hauptstraße Nr. 111 nach Esztergom und die Hauptstraße Nr. 117 nach Tát abzweigen. Dorog ist angebunden an die Eisenbahnstrecke vom Budapester Westbahnhof nach Esztergom.